# Branchipodopsis kalaharensis
Branchipodopsis kalaharensis är en kräftdjursart som beskrevs av Daday 1910. Branchipodopsis kalaharensis ingår i släktet Branchipodopsis och familjen Branchipodidae. Inga underarter finns listade.